# هیولا (مجموعه تلویزیونی کره جنوبی)
هیولا (کره‌ای: 몬스터؛ انگلیسی: Monster) یک مجموعه تلویزیونی کره جنوبی سال ۲۰۱۶ با بازی کانگ جی هوان، سونگ یو ری، پارک کی وونگ و کیم کلودیا است. این مجموعه از ۲۸ مارس تا ۲۰ سپتامبر ۲۰۱۶، روزهای دوشنبه و سه‌شنبه ساعت ۲۱:۵۵ (کی‌اس‌تی) از ام‌بی‌سی برای ۵۰ قسمت پخش شد.

## بازیگران

### اصلی
- کانگ جی هوان در نقش کانگ کی تان / لی گوک چول
  - لی گی کوانگ در نقش جوانی لی گوک چول[۱]
- سونگ یو ری در نقش اوه سو یون / چا جونگ اون[۲]
  - لی یول اوم در نقش جوانی چا جونگ اون
- پارک کی وونگ در نقش دو گون وو[۳]
- کیم کلودیا در نقش یو سونگ ئه[۴]